# Birgit Antoni (Malerin)

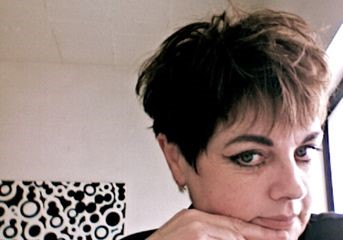
Birgit Antoni in ihrem Kölner Atelier

Birgit Antoni (* 1956 in Köln) ist eine deutsche Künstlerin und Malerin. Sie lebt und arbeitet in Köln.

## Leben
Antoni studierte 1976/77 Kunst an der Fachhochschule Köln, danach bis 1984 an der Kunstakademie Düsseldorf. 1983 wurde sie Meisterschülerin. Von 1980 bis 1990 drehte und zeichnete sie – teilweise abstrakte – Kurzfilme und Zeichentrick-Kunstfilme und stellte diese als Film-Loops aus, etwa 1986 im Kölnischen Kunstverein und auf verschiedenen Filmfestivals. 1987 erhielt sie das Chargesheimer-Stipendium der Stadt Köln.
Seit 1990 widmet sie sich der abstrakten Malerei mit Ölgemälden aus handgezogenen Kreisen. Es folgen viele Einzel- und Gruppenausstellungen. Dazu erscheinen Katalogpublikationen mit kunsthistorischen Texten und Abbildungen ihrer Gemälde.

## Veröffentlichungen
- Kölnischer Kunstverein (Hrsg.): Herz für eine Nacht. 1986.
- Kasseler Kunstverein (Hrsg.): Malerei. 1996, ISBN 3-927941-09-3.
- Heidelberger Kunstverein (Hrsg.): Kreislauf. 2001, ISBN 3-926905-55-7.
- Kunsthalle Wilhelmshaven (Hrsg.): Brause. Wilhelmshaven 2005, ISBN 3-936848-09-2.
- Kolumba (Hrsg.): Sternschleuder. Köln 2005.
- Mönchehaus-Museum (Hrsg.): Schleuderball. Goslar 2007, ISBN 978-3-00-021585-8.